# Corredor herdado
No beisebol, corredores herdados (inherited runners, denotado IR) são os corredores em base quando um arremessador reserva entra no jogo. Visto que um arremessador prévio permitiu a esses corredores chegar em base (ou simplesmente estava arremessando quando os corredores chegaram às bases, como no caso de um erro), qualquer corredor herdado que anota quando o arremessador reserva está arremessando são penalizados ao total do arremessador anterior de corridas cedidas e/ou corridas limpas cedidas, dependendo de como cada corredor conseguiu a base. Algumas fichas técnicas modernas listam quantos corredores cada arremessador reserva herda (se algum), e quantos daqueles o arremessador reserva permitiu anotar.